# Yagra dalmannii
Yagra dalmannii is een vlinder uit de familie Castniidae. De wetenschappelijke naam van de soort werd in 1838 door George Robert Gray gepubliceerd. In het artikel waarin de soort wordt benoemd, bespreekt Gray de in 1825 verschenen monografie over het geslacht Castnia van Johan Wilhelm Dalman, en naar hem is de soort vernoemd. De verdubbeling van de laatste medeklinker bij het vormen van een Latijnse naam is ongebruikelijk maar het staat zo in de protoloog.
De soort komt voor in het Neotropisch gebied.